# Zaricicea, Starîi Sambir
Zaricicea (în ucraineană Заріччя) este un sat în comuna Velîka Sușîțea din raionul Starîi Sambir, regiunea Liov, Ucraina.

## Demografie
Componența lingvistică a localității Zaricicea
     Ucraineană (100%)
Conform recensământului din 2001, toată populația localității Zaricicea era vorbitoare de ucraineană (100%).